# Гарральда, Матео
Матео Гарральда Ларумбе (исп. Mateo Garralda Larumbe, родился 1 декабря 1969 года в Бурладе) — испанский гандболист, выступавший на левого разыгрывающего; дважды бронзовый призёр Олимпийских игр 1996 и 2000 годов, чемпион мира 2005 года. Тренер клуба «Штиинца Мунисипаль» (город Бакэу).

## Достижения

### Клубные
- Чемпион Испании: 1993, 1994, 1996, 1997, 1998, 1999, 2002, 2005
- Победитель Кубка Короля: 1997, 1998, 2001
- Победитель Суперкубка Испании: 1993, 1997, 1998
- Победитель Кубка ASOBAL: 1995, 1996
- Чемпион Дании: 2009
- Победитель Лиги чемпионов: 1994, 1996, 1997, 1998, 1999, 2001
- Победитель Трофея чемпионов ЕГФ: 1996, 1997, 1998, 2000
- Победитель Кубка кубков: 1995, 2000, 2004
- Победитель Кубка ЕГФ: 1993

### В сборной
- Бронзовый призёр Олимпийских игр: 1996, 2000
- Чемпион мира: 2005
- Серебряный призёр чемпионата Европы: 1996, 1998, 2006
- Бронзовый призёр чемпионата Европы: 2000

### Личные
- Лучший правый полусредний чемпионатов мира: 1993, 2005